# 広瀬村 (福島県)
広瀬村（ひろせむら）は福島県河沼郡にあった村。現在の会津坂下町北東部にあたる。

## 地理
- 河川：阿賀川、旧宮川

## 歴史
- 1889年（明治22年）4月1日 - 町村制の施行により、青木村、青津村、沼越村、立川村、五香村、御池田村、三谷村、中泉村、合川村の区域をもって発足。
- 1955年（昭和30年）4月1日 - 坂下町・若宮村・金上村・川西村・八幡村と合併して会津坂下町が発足。同日広瀬村廃止。